# Schulinstraße 7 (Prichsenstadt)

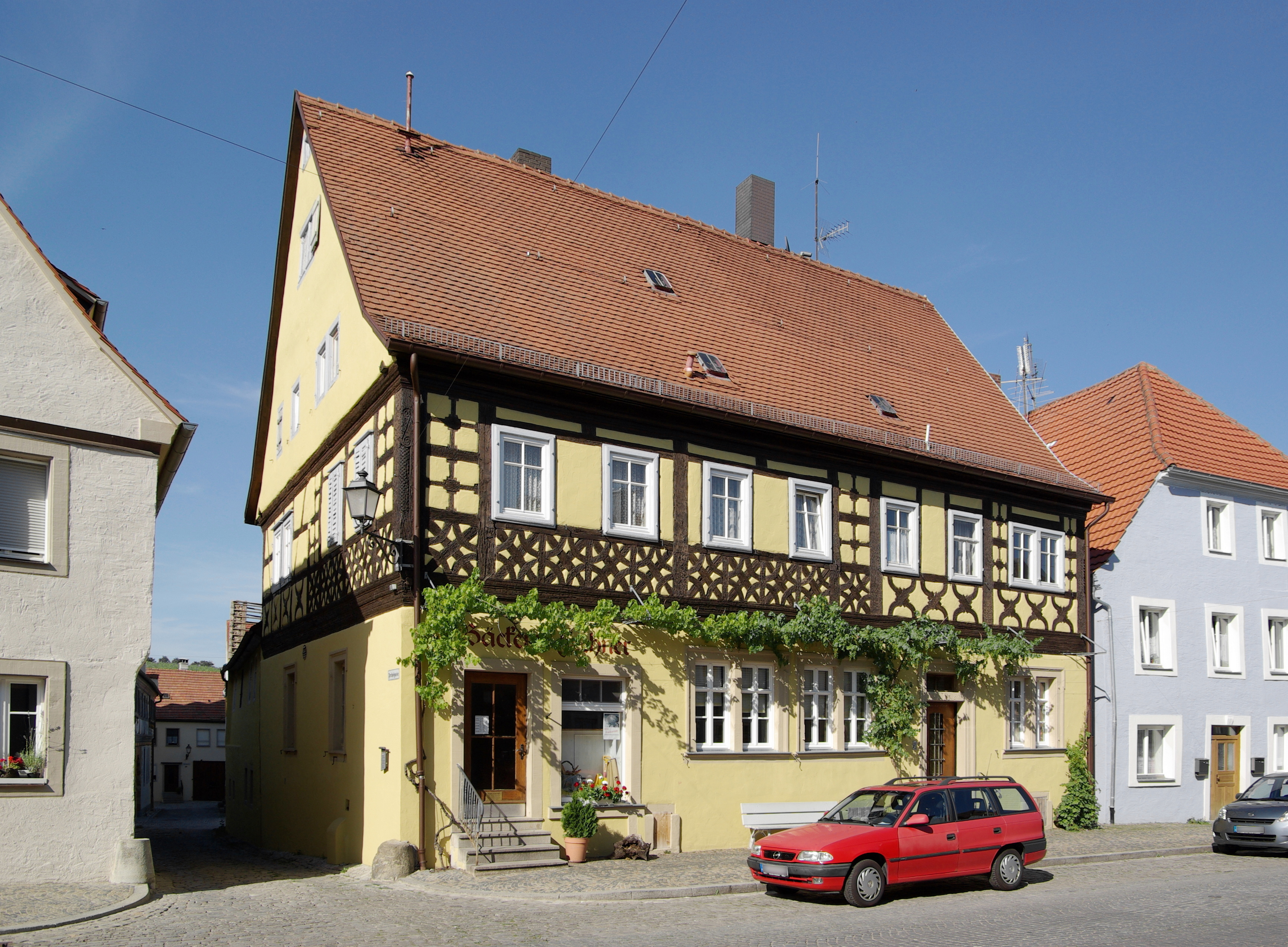
Das Haus Schulinstraße 7

Das Haus Schulinstraße 7 (bis nach 1995 Hauptstraße 7, früher Hausnummer 19) ist ein denkmalgeschütztes Gebäude in der Kernstadt des unterfränkischen Prichsenstadt. Das Haus gilt als ältestes, datiertes, traufständig errichtetes Bürgerhaus der Stadt.

## Geschichte
Das Haus in der heutigen Schulinstraße lag am für die Gemeinde wichtigen Straßenmarkt und wurde von der städtischen Oberschicht Prichsenstadts bewohnt. Erstmals eindeutig einem Besitzer kann es 1599 zugeordnet werden. Damals lebte dort der Rat G. Götz, der später, im Jahr 1603, das Amt des Unterbürgermeisters innehatte und  Siebener wurde. Das heutige Bauwerk entstand nach dem Dreißigjährigen Krieg und wurde wohl von einem Gerber bewohnt. Das Monogramm „HD“, das Gerberzeichen und die Jahreszahl „1687“ auf einem Sturzbalken deuten darauf hin.
Im 18. Jahrhundert lebten immer noch Weißgerber in dem Wohnhaus. 1734 und 1744 sind die Eigentümer Dörrer und Streitfelder nachweisbar. Gutbier vermutet, dass die Familie Dörrer  als Erbauer des heutigen Hauses gelten kann. Die geruchsintensive Arbeit des Gerbens wurde aber wohl nicht in der Stadtmitte vorgenommen, man verkaufte im Erdgeschoss lediglich die produzierten Waren. Das über Generationen geführte Ledergeschäft lässt auf großen Reichtum der Gerber schließen.
In der Folgezeit erfuhr das Haus Umbauten und Renovierungen. Im Jahr 1889 wurden die Schlote neu errichtet, wobei die beiden Maurermeister sich mit „H.A.“ und „M. Schilling aus Kirchschönbach“ mit zwei von Blumen umrankten Inschriften verewigten. In den Räumlichkeiten besteht gegenwärtig eine Bäckerei, die mit kleineren Umbauten das Haus modernisiert hat. Das Haus Schulinstraße 7 wird vom Bayerischen Landesamt für Denkmalpflege als Baudenkmal geführt. Untertägige Reste von Vorgängerbauten sind als Bodendenkmal eingeordnet. Es ist Teil des Ensembles Altstadt Prichsenstadt.
Seit September 2020 erinnert ein vor dem Haus eingelassener Stolperstein an eine ehemalige Bewohnerin des Hauses. Anna Dorothea Maurer wurde im Jahr 1940 durch die „Aktion T4“ der Nationalsozialisten ermordet.

## Beschreibung
Das Anwesen Schulinstraße 7 wird von dem großen Wohnhaus beherrscht. Im Norden ist eine Scheune von Seitengebäuden umgeben. Das Wohnhaus ist ein traufständiger Satteldachbau mit einem Fachwerkobergeschoss. Einbauten im Erdgeschoss veränderten insbesondere im 20. Jahrhundert die Fensterfronten. Es sind gekuppelte Fenster mit geohrten Rahmungen. Die Rahmung der Haustür unterscheidet sich von der der Fenster durch Knöpfe. Oberhalb der Tür ist ein Oberlicht angebracht.

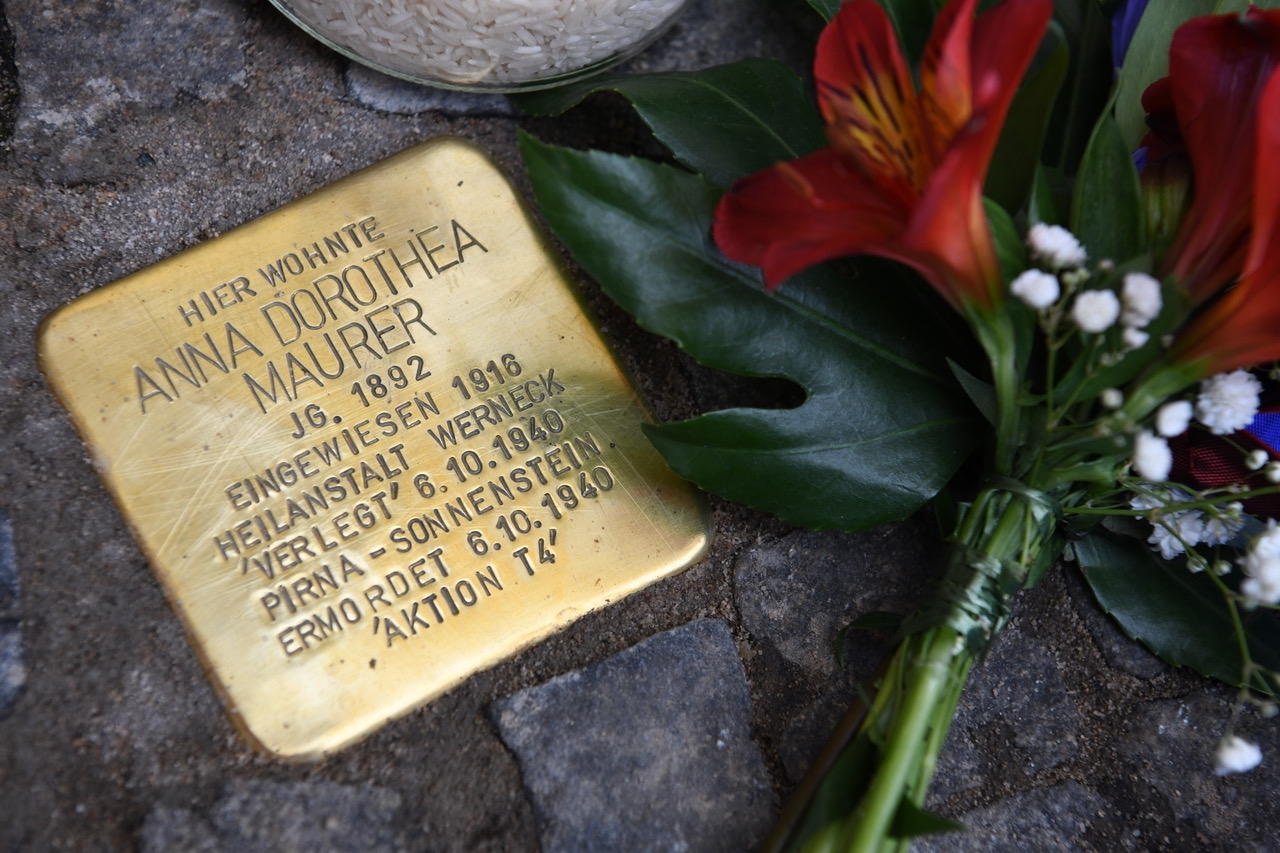
Der Stolperstein für Anna Dorothea Maurer

Das Fachwerk des Obergeschosses hat keine Verstrebungen. Das Gebälk wurde mit gesimsartigen Verkleidungen ausgestattet und leitet mit reichhaltiger Profilierung zum Dachgeschoss über. Die Fachwerkelemente im Süden und Westen des Hauses haben Sternkreuze und genaste Feuerböcke. Weiter oben befinden sich Krückenkreuze. Eingerahmt wird das Fachwerk durch geschnitzte Eckpfosten mit einem Schachbrettmuster und Doppelvoluten. Die Fensteranordnung wurde im 19. Jahrhundert verändert.
Das Haus ist auf der Nordseite mit einem Laubengang ausgestattet, der Haupthaus und Nebengebäude miteinander verbindet. Die Innenräume sind verändert, es haben sich lediglich einige Kassettendecken und Stuckgesimse im Obergeschoss erhalten. Eine Wendeltreppe verbindet die Geschosse. Die Kelleranlage ist vielgestaltig und lässt vermuten, dass das Grundstück aus zwei Parzellen zusammenwuchs. Im Westen ist der Keller mit einer Tonne überwölbt, die quer zum First steht. Auf der rechten Seite verläuft das Gewölbe firstparallel.